# سونی آلفا ۵۵
سونی آلفا ۵۵ (به انگلیسی: Sony Alpha 55) یک دوربین عکاسی ساخت شرکت سونی است.